# غزوات الجرمان على شبه الجزيرة الايبيرية

توزيع شبه الجزيرة بين السويبيين والوندال والألان بين عامي 409 و429. تمارس السلطة الإمبراطورية فقط في مقاطعة تاراغونا ، ويتركز القوط الغربيون في بلاد الغال. تظل مناطق كبيرة من سلسلة جبال كانتابريا خارجة عن أي سيطرة، على وجه التحديد حيث كان وجود الشعوب ما قبل الرومانية أكثر استمرارية (الباسكيون والكانتابريون بشكل أساسي).

توزيع شبه الجزيرة بين السويبيين والقوط الغربيين نحو منتصف القرن السادس. ونعكس هذه الصورة المستوطنات البيزنطية في الجنوب والشعوب ما قبل الرومانية في سلسلة جبال كانتابريا.

الغزوات الجرمانية في شبه الجزيرة الإيبيرية (أو الغزوات الهمجية) وقعت في القرن الخامس، في سياق الهجرات الكبرى المعروفة بالغزوات الهمجية، والتي غيّرت توزيع الشعوب في أوروبا وسرّعت من نهاية الإمبراطورية الرومانية الغربية. وقد شهدت شبه الجزيرة الإيبيرية، بشكل خاص، انهيار التنظيم السياسي والإداري الذي كانت قد اعتمدته الإمبراطورية الرومانية في المقاطعات المختلفة التي كانت تُشكّل "هيسبانيا".في عام 409م، وصلت عدة موجات من الشعوب الجرمانية، مثل الفاندال والسويف، بالإضافة إلى الآلان، وهم من أصل إيراني، وقد تم تهجيرهم بسبب ضغط الهون.كان الآلان منحدرين من منطقة القوقاز، والفاندال من بولندا الحالية؛ أما السويف، فهم أيضًا من الشعوب الجرمانية، وكانوا على صلة قرابة بالأنگلوساكسون الذين استقروا في تلك الفترة في إنجلترا.
رغم أن الرومان أقرّوا بوقوع هذه الأحداث، وتوصّلوا إلى اتفاقات تسمح باستقرار هذه الشعوب في مناطق مختلفة من هيسبانيا، إلا أن السويف كانوا الوحيدين الذين حققوا استقرارًا أكبر وتمكنوا من تنظيم أنفسهم سياسيًا.ووفقًا لما ذكره أوروسيو، كاهن مدينة براغا: «لقد استبدلوا السيف بالمحراث بسرعة، وأصبحوا أصدقاء». وقد أنشأ السويف مملكة شملت منطقة غالايسيا الرومانية، بما فيها شمال البرتغال الحالي، وكانت عاصمتها براغا. ثم توسعت المملكة لاحقًا نحو جنوب نهر دورو.
القوط الغربيون، وهم أيضًا شعب جرماني، كانوا قد عقدوا اتفاقًا (foedus) مع الإمبراطورية (الرومانية)، اتفقوا معها على القضاء على الغزاة وإعادة هيسبانيا إلى سلطة روما. لكنهم، في الواقع، تصرّفوا كسلطة بديلة للرومان، واستقلّوا فعليًا عنهم.وقد تمركز وجودهم بقوة في وسط شبه الجزيرة الإيبيرية، وهي المنطقة التي وصل إليها القوط الغربيون الأريوسيون بعد أن طُردوا من مقاطعة نربونة (Narbonense) بفعل ضغط الفرنجة الكاثوليك.
لا يبدو أن هذه المجموعات البربرية كانت كبيرة العدد؛ ورغم ذلك، فقد تمكنت من إخضاع المقاطعات الرومانية، التي كانت تفتقر إلى السلطة والنظام، بسرعة كبيرة. وبعد استقرارهم، لم يواجهوا مقاومة كبيرة من السكان المحليين، وهو أمر يرتبط بانهيار الإمبراطورية الرومانية الغربية.وقد أدّى الانهيار الاقتصادي إلى انقراض الطبقات المتوسطة في المدن، وساهم في تفاقم أوضاع الفلاحين. كما أن نهاية فترات الفتوحات، التي كانت تميّز الإمبراطورية الرومانية العليا، جعلت من الصعب الحصول على العبيد منذ أزمة القرن الثالث، مع أن الاقتصاد الروماني كان يقوم على استغلالهم. وبالتالي، كان قد بدأ بالفعل مسار الإقطاع، الذي حوّل الطبقات العليا إلى أرستقراطية ما قبل إقطاعية، في حين تحوّلت الطبقات الدنيا، سواء كانت من العبيد أو من الأحرار الخاضعين لنظام الـ"كولونات" (colonato)، إلى طبقة جديدة سابقة للعبودية الإقطاعية، تعيش في حالة من شبه العبودية.
مع الغزوات، انهارت جميع النظم التنظيمية للدولة، رغم أن التنظيم الكنسي استمر في البقاء. كانت معظم سكان هسبانيا الرومان-الإيبيريين من المسيحيين.

## تطور الأحداث

### هسبانيا في فجر الغزوات (406-411)
كان السياق السياسي في الإمبراطورية الرومانية الغربية خلال سنوات غزوات الشعوب الجرمانية مضطربًا للغاية ومليئًا بالثورات، وكانت هسبانيا (إسبانيا الحالية) دائمًا على علاقة بهذه الأحداث.وتروي المصادر أنَّه في 31 ديسمبر من سنة 406م، عبر الآلان، والوندال، والسويبيون نهر الراين المجمد عند منطقة ماينز (Maguncia).ومنذ عام 406 حتى 409، عاثوا فسادًا في بلاد الغال (فرنسا حاليًا)، حيث نفّذوا غارات متعددة، حتى عبروا جبال البرانس عبر ممر سُومبور (Somport)، وقد سهّل الجنرال "جيرونتيوس" دخولهم إلى شبه الجزيرة الإيبيرية.

#### عبور حدود الراين (406)
في ليلة 31 ديسمبر من عام 406، قامت مجموعات من الكواديين، الوندال، السارماتيين، الآلان، الجيبيديين، الهيروليين، الساكسون، البرغنديون، الألِمان، والسوايبيين، متحدين مع سكان محليين من بانونيا، بعبور مياه نهر الراين المتجمدة بين موغونتياكوم (ماينز) وأرجنتوراتوم (ستراسبورغ).هذا الحدث لم يكن معزولًا أو عرضيًا، بل كان نتيجة لسلسلة من الأحداث التي وقعت في الإمبراطورية الرومانية الغربية.في أواخر عام 405، غزا القائد البربري رادغيسيوس إيطاليا ومعه قوة كبيرة من المحاربين البرابرة، مما أجبر ستيليكو على سحب القوات المتمركزة عند حدود الراين (اللّيمِس) لمواجهة هذا التهديد.في صيف العام التالي، حقق ستيليكو نصرًا مهمًا عند أبواب فلورنتيا (فلورنسا)، بفضل دعم كل من ساروس وأولدينو، وأيضًا نتيجة عدم تدخل ألاريك في المعركة.

#### اغتصاب قسطنطين الثالث للحكم
لم تعد قوات الـ الليميتاني(الحدوديين) التي نقلها ستيليكو إلى إيطاليا إلى مواقعها الحدودية في الليمس (الحدود الرومانية). وقد أُوكلت مهمة الدفاع عن الحدود إلى الشعب الجرماني من الفرنجة. لم يُنظر إلى هذا القرار بعين الرضا من قبل الأرستقراطية الغالو-رومانية التي شعرت بأنها قد تُركت من قبل حكومة رافينا. وكان عبور الشعوب الجرمانية للحدود وغاراتهم على الفيلات الغنية في محافظة الغال السبب المباشر في ظهور مجموعات من القوى المحلية التي حملت السلاح لمعارضة رافينا وتنظيم الدفاع الذاتي في مواجهة حالة عدم الاستقرار التي سببتها الغزوات.
اعتبارًا من عام 407، أصبحت أبرشية بريطانيا مركزًا لعدم الاستقرار العسكري. فقد شجّع الجنود أنفسهم، إلى جانب السكان المحليين، على التمرّد وظهور أباطرة مضادين، إذ شعروا بأن حكومة رافينا قد تخلّت عنهم، خصوصًا بعد عام 402 عندما قام ستيليكو بإجلاء جزء كبير من الوحدات العسكرية المتمركزة في المقاطعة البريطانية من الجزيرة. وفي فترة وجيزة، تم تنصيب ثلاثة أباطرة مضادين، لكن وحده فلافيو كلاوديو قسطنطين تمكن من ترسيخ سلطته.
غادر قسطنطين بريطانيا ونزل في بولونيا (Boulogne) على أمل السيطرة على محافظة الغال. وقد وجد عند وصوله مناخًا سياسيًا مؤاتيًا، حيث حظي بدعم الأرستقراطية الغالو-رومانية. وعلى الرغم من أن طليعته تعرضت لهزيمة أولى، فإن جنراليه إدوبـيكو وجيرونسيو تمكنا في النهاية من إجبار ساروس على الفرار، مما فتح الطريق أمامه حتى مدينة أريلات (Arlés)، عاصمة الولاية البريتورية للغال، حيث أنشأ هذا المُغتصب للسلطة قاعدته.
قراراته الأولى كانت تقوية المعابر في جبال الألب والبرينيه، بهدف منع أي تحرك من قِبل ستيليكو في إيطاليا أو من قِبل أتباع ثيودوسيوس في هسبانيا. كان من الضروري أيضًا التوصل إلى تفاهم مع البرغنديين – الذين أسكنهم في جرمانيا الثانية (Germania Secunda) – ومع جزء من قبائل الآلان. أما بقية الشعوب فقد اضطرت إلى التوجه جنوبًا بسبب الضغط الذي مارسه قسطنطين في تقدمه نحو جنوب الغال (Galia)، وانتهى بها المطاف محاصَرة في منطقة نوفيمبوبولانيا (Novempopulania) بسبب الحاجز الطبيعي الذي تمثله جبال البرينيه.وفي النهاية، ومن منطلق رغبته في تأسيس سلالة حاكمة، أجبر ابنه قسطنطيوس (Constans) على ترك الحياة الرهبانية وعيّنه قيصرًا. ولجذب السكان الغالو-رومان، زوّجه من أرستقراطية محلية.

#### عشيرة ثيودوسيوس
في أواخر صيف أو أوائل خريف عام 407، اتخذ قسطنطين قرارًا بالتوغل في إسبانيا،  بهدف إحباط أي محاولة لخنقها من خلال تحرك مشترك بين رافينا وميريدا. ويشهد على ذلك إرسال هونوريوس قوات إلى بامبِلونا (بامبلونا) في عام 408. اقتحمت الجيش الألماني القوي (honoriaci) بقيادة قيصر كونستانتين، والحاكم البريتوري أبولينار، والماجستير أوفيتشوروم ديسيميو روستيكو، والجنرالات تيرينسيو وجيرونسيو، إسبانيا متجهين إلى عاصمة أبرشية أوغستا إيميريتا (ميريدا). لم يواجه الجيش أي مقاومة تذكر أثناء تقدمه، ولم يقاومه سوى بعض البورغاريين. 
ديديمو وفيرديانو، ابنا عم هونوريوس وأعضاء بارزون في ما يُعرف بـ"عشيرة ثيودوسيانوس“ في هسبانيا، قررا الرد على الهجوم وشكلا جيشًا خاصًا بهما من المستعمرين في مزارعهما الشاسعة في ما يُعرف باسم كامبي بالينتيني (أرض الحقول) على طول الطريق الروماني الذي يربط بورديغالا (بوردو) بأستوريكا (أستورغا). لم يكن هناك فائز واضح في المعركة، لذلك قرر قسطنطين الانسحاب إلى تاراكونينسيس في انتظار وصول تعزيزات من آرل. تقدم الثيودوسيون شمالًا وأجبروا قسطنطين على خوض المعركة، الذي حقق في النهاية انتصارًا ساحقًا واعتقل حتى قادة الثيودوسيون.  بعد المعركة، لجأت بقايا جيش ثيودوسيانوس إلى بعض المراكز المحصنة مثل بامبلونا، مقر جيش الكوميتاتينس الذي أرسله هونوريوس في عام 408.  وأخيراً ذهب لمقابلة والده في آرل وترك جيرونتيوس نائباً له في قيصرأوغستا (سرقسطة).

#### اغتصاب ماكسيموس: عبور جبال البرانس من قبل السويبيين والوندال والألان
تتغيرت الأوضاع السياسية في الإمبراطورية بشكل جذري مع إعدام ستيليكو في عام 408 وهروب ساروس. اضطر هونوريوس، الذي تُرك لمصيره، إلى الاعتراف بكونستانتين كشريك له في الحكم في عام 409 في مواجهة تقدم القوط الغربيين ونصائح قائد الفرسان( magister equitum)ألوبيكو، الرجل القوي الجديد لهونوريوس. من بين بنود المعاهدة كان استبدال جيرونسيو بالجنرال جوستو في قيادة القوات المتمركزة في هسبانيا. أمام زحف جوستو وكونستانتي على جيرونسيو، تمرد هذا الأخير وعين ماكسيمو إمبراطوراً واستقر في تاراكو. اتفق ماكسيمو مع الألان والسويفيين والوندال —الذين كانوا ينهبون أكيتانيا— على عبور جبال البيرينيه عبر الطرق الرومانية في سومبورت ورونسيسفاليس، بينما أطلق جيرونسيو قواته ضد قسطنطين وحقق عدة انتصارات دون أن يتمكن من القضاء تمامًا على الجيوش المنافسة. 
كانت المعاهدة أو "الفودوس" (foedus) مع الشعوب البربرية تتضمّن استقرارهم في شبه الجزيرة كقوّات احتلال تخدم المغتصب الجديد ماكسيموس. وقد وصفه هيداسيوس في مدوّنته بـ"الجبّاي الطاغي" (tyranicus exactor)  ، في إشارة إلى زيادة جمع الضرائب من أجل دفع أجور المرتزقة البربر. النهب والسلب اللذان تذكرهما المصادر كانا نتيجة عجز ماكسيموس عن دفع مستحقات الفيدراليين البربر، فسمح لهم بالنهب كوسيلة للتعويض عن الأجور غير المدفوعة.
.  
وقد تابَع الإمبراطور هونوريوسوس هذه الأحداث من بعيد، إذ كان منشغلًا بغزو إيطاليا من قبل ألاريكوس، الذي قام بنهب روما سنة 410م وأسر غالا بلاسيديا، أخت الإمبراطور.لكن موت الملك القوطي ألاريك، ووصول القائد أنتينيوسوس مع جيش أُرسل من القسطنطينية، سمحا لهونوريوسوس بالتخلص من ألويكوس (الداعم الرئيسي لقسطنطينوس الثالث في رافينا)، ومواجهة المغتصب المتقدم نحو إيطاليا، مما اضطره إلى التحصن في مدينة أرليس. 
في ربيع عام 411م، دخل غيرونيوسوس بلاد الغال بهدف هزيمة وقتل قنسطانطيوس في مدينة فيينا (Vienne).وكان طريقه إلى أرليس خاليًا من العقبات، لكنّه عند وصوله إلى عاصمة الولاية الغالية واجه جيش قادة هونوريوسوس.وقد أدّى التفوق العددي للشرعيين إلى انشقاق عدد كبير من جنود غيرونيوسوس وانضمامهم إلى صفوف خصومه، مما اضطره إلى الفرار إلى قاعدته في تاراكو.  أما قنسطانطيوسوس فقد حقق نصرًا كاملًا، إذ استولى على أرليس وأسر المغتصب قسطنطينوس الثالث.أما ماكسيموس، فاضطر إلى التخلي عن موقعه في تاراكونينسيس، واللجوء إلى الوندال الأسدينغوس. 

### معاهدة سنة 411
تشير جميع الوقائع إلى أن ماكسيموس وقّع معاهدة (foedus) مع الشعوب البربرية المستقرة في هسبانيا، تنص على انضمام الجرمان إلى جيش ماكسيموس كمساعدين، مقابل حصولهم على أراضٍ في شبه الجزيرة.
في هذه المعاهدة، لم يتم توضيح شكل الاستيطان الذي اتبعته هذه الشعوب. ووفقًا للمؤرخ هيداسيوس، فقد تم توزيع الشعوب المختلفة عبر «القرعة». لكن مراجعة حديثة للمصادر التاريخية تجعلنا نعتقد أن مصطلح «القرعة» الذي استخدمه هيداسيوس لا يشير إلى وجود سحب عشوائي، بل إلى إنشاء "لوتات" (حصص من الأرض) مُنحت للبربر بموجب نظام يُعرف بـ hospitalitas (نظام الاستضافة)، حيث تُوزَّع قطع الأرض على المجموعات العسكرية.
وبهذه الطريقة، يبدو من المنطقي أكثر أن استيطان هذه الشعوب في شبه الجزيرة تم بما يتماشى مع قوتهم العسكرية؛ فالشعوب الأقوى كانت تختار أولًا المناطق التي ستستقر فيها بصفتها شعوبًا "فيدرالية" (حليفة). وكانت المنطقة الوحيدة التي لم تُمنح للبربر هي تاراكونينسيس، حيث كان ماكسيموس متمركزًا. وتُعطي هذه الحقيقة وزنًا أكبر لفرضية وجود معاهدة (foedus) بين المغتصب الهسباني ماكسيموس وتلك الشعوب البربرية المستقرة في هسبانيا.
كان الآلان (Alanos) أقوى الشعوب التي عبرت نهر الراين. وكانوا تحت قيادة أداكس (أو أتّاكس)، وقد مُنِحوا المقاطعتين الواسعتين: لوسيتانيا وكارتاجينينسيس.وبسبب قلة عدد السكان من الآلان، فقد تمركزوا في الضيعات الكبرى التي كانت تملكها الطبقة السناتورية أو الإمبراطور نفسه.ولا تزال الأدلة على وجود هذه الأملاك الكبرى موجودة في لوسيتانيا، حيث كانت تُعدّ منطقة مميزة لممارسة الرعي المتنقل.

#### الوندال
الوندال، الذين كانوا منقسمين إلى فرعين: الأسدينغوس والسيليغوس، استقروا بشكل مستقل كلٌ على حدة.
- حصل السيلنجي (بقيادة فريديبالد )، الأكثر قوة من إخوتهم، على مقاطعة بايتيكا الخصبة، على الرغم من أنه من غير الممكن تحديد المناطق التي اختاروها للاستقرار فيها، بسبب إقامتهم القصيرة وعدم وجود اكتشافات أثرية.
- استوطن الوندال الأسدينغ، بقيادة غونديريك ، في الجزء الشرقي من غاليسيا، في الأديرة القانونية الرومانية في أستوريكا وكلونيا.

#### السويبيين
استقر السويبيون، بقيادة هيرميريكوس، في الجزء الغربي من غاليسيا، وتحديدًا في المناطق القضائية لوقوس وبراكارّا.
ونظرًا إلى أن مملكتهم استمرت لفترة طويلة، وإلى قرب هيداسيوس من هذا الشعب، فقد وصلتنا معلومات أوفى وبقايا أثرية أكثر عن استيطانهم مقارنة ببقية الشعوب.
لا شك في أن الاستيطان الرئيسي للسويبيين كان في براكارّا (التي تُعرف اليوم باسم براغا). وقد أصبحت هذه المدينة مقرًا ملكيًا (sede regiae)، غير أنه في سنوات التوسع جنوبًا، نُقل مركز العمليات إلى إميريتا (مريدا حاليًا).أما المدينة الكبرى الأخرى التي استقر فيها السويبيون فكانت لوقوس أوغوستوس (التي تُعرف حاليًا بـ لوغو).في هاتين المدينتين الغاليسيتين كان يتمركز معظم السويبيين البالغ عددهم 30,000 تقريبًا، وهو ما ضمن لهم عدم الانصهار داخل الأغلبية الغاليكو-رومانية التي يُقدَّر عددها بـ نحو 700,000 نسمة.ويُشير هذا إلى أن جزءًا كبيرًا من أراضي غاليسيا لم يتأثر بحملات السويبيين العديدة.
وعلى هذا النحو، فإن المدن الأخرى الواقعة ضمن نطاق نفوذهم لم تكن تضم سوى حاميات صغيرة الحجم لتأمين السيطرة عليها. ومن الأمثلة الواضحة على ذلك بورتوس كالي (المعروفة اليوم بـ بورتو)، والتي استُخدمت كحصن استراتيجي في عدة مراحل من التاريخ المضطرب للسويبيين.

### أولى عمليات القوط الغربيين في هيسبانيا: حملات واليا (411-418)
مثّلت صعود آتاولف إلى السلطة نقطة تحوّل جذرية في المسار التاريخي لشعب الڤيسيغوثوس. فبعد وفاة ألاريك في إيطاليا سنة 410م، غادر آتاولفوس شبه الجزيرة الإيطالية وتوجّه نحو الغال، حيث اندلعت حركة اغتصاب جديدة للسلطة، قادها هذه المرّة يوڤينوس، بدعم من الأرستقراطية الغالو-رومانية الساخطة.وفي عام 412م، استقر الملك الڤيسيغوثي آتاولفوس في وادي نهر الرون، وكان يطمح إلى الحصول على أرض للاستقرار فيها من الإمبراطور هونوريوسوس، إلى جانب مؤن غذائية، مقابل إعادة شقيقته "غالا بلاسيديا" التي اختُطفت خلال نهب روما، وكذلك مقابل تسليم بعض المتمردين الذين تمرّدوا على الإمبراطور.وافق هونوريوسوس على تزويدهم بالغذاء، لكن إرسال الحبوب لم يتم، لأن هيراكليانوس، الحاكم العسكري لإفريقيا (comes Africae)، تمرّد في مقاطعة أفريقيا.وتزامن هذا الحدث مع عقد روما معاهدة "فودوس" مع البرغنديين في منطقة نهر الرون، مما أدى إلى قطيعة حادّة بين الڤيسيغوثوس والإمبراطورية.
في سنة 414م، تزوّج آتاؤلفوس من غالا بلاسيديا (شقيقة الإمبراطور، مما جعله مرشحًا محتملاً لخلافة الإمبراطورية الرومانية)، واستقر أولاً في ناربونّا ثم في بورديغالا (بوردو حاليًا)، حيث أنشأ بلاطًا ملكيًا يُحاكي البلاط الإمبراطوري. كما قدّم دعمه للإمبراطور المنافس أطالوس، الذي كان قد تمرّد في إقليم الغال.ردّ هونوريوس على هذا التحدي بإرسال قنسطانطيوس لمحاربة الڤيسيغوثوس.ومع وجود البحر خلفهم، وجد القوط الغربيون أنفسهم محاصرين، فقرّروا الانسحاب إلى مقاطعة تاراكونينسيس، حيث استقروا في بارسيلّو (برشلونة).
عند هذه النقطة، غيّر آتاؤلفوس اتجاه سياسته، محاولًا التقارب مع روما. غير أن هذه الخطوة لم تلقَ ترحيبًا من الفصيل المعادي للرومان، وفي بداية صيف عام 415م، اغتيل على يد دوبّيوس، الموالي للجنرال ساروس.حاول واليا، شقيق الملك المغتال، المطالبة بحقه في العرش، لكن سرعان ما قامت الفصيلة الانقلابية (الأمالوس) بتنصيب سيغيريكوس، شقيق ساوروس، ملكًا.
حاول واليا تحقيق حلم عبور البحر إلى إفريقيا، لكن عاصفة بحرية أخرى أفشلت محاولة الڤيسيغوثوس مجددًا.وبعد أن أصبح محاصرًا وبدون مؤن، اضطر واليا إلى توقيع معاهدة فودوس مع هونوريوسوس.وتعهّد فيها واليا بأن يُسلّم غالا بلاسيديا، وأن يطرد الشعوب الجرمانية المستقرة في هسبانيا، مقابل أن يمنحه الإمبراطور هونوريوسوس 600,000 مكيال من القمح.
ين عامي 416 و418م، حارب الڤيسيغوثوس كلاً من الوندال السيليغوس والآلان، وتمكنوا من هزيمتهم والقضاء عليهم.
وفي سنة 417م، دخل واليا إلى كارتاجينينسيس، وهزم الوندال السيليغوس في بيتّيكا، حيث أسر ملكهم فريدبالدوس.
وفي عام 418م، قُتل الملك الآلاني أداكس على يد الڤيسيغوثوس.
ونتيجة لذلك، أعلن غونداركوس نفسه سنة 419م ملكًا على الوندال والآلان (Rex Vandalorum et Alanorum).
وبينما كان الڤيسيغوثوس يستعدون لمهاجمة شعوب أخرى، استدعاهم هونوريوسوس ليُقيموا في منطقة أكيتانيا الثانية، حيث تمّ تأسيس عاصمة المملكة في بورديغالا (بوردو).غير أن واليا، دون إذن من روما، نقل العاصمة إلى تولوسا، واحتلّ منطقة نربونينسيس الأولى.وفي نفس السنة، توفي واليا، وخلفه في الحكم تيودوريكوس الأول، الابن غير الشرعي لألاريك، ليكون بذلك أول ملك على مملكة الڤيسيغوثوس في تولوسا.

### هيمنة الوندال (418-429)

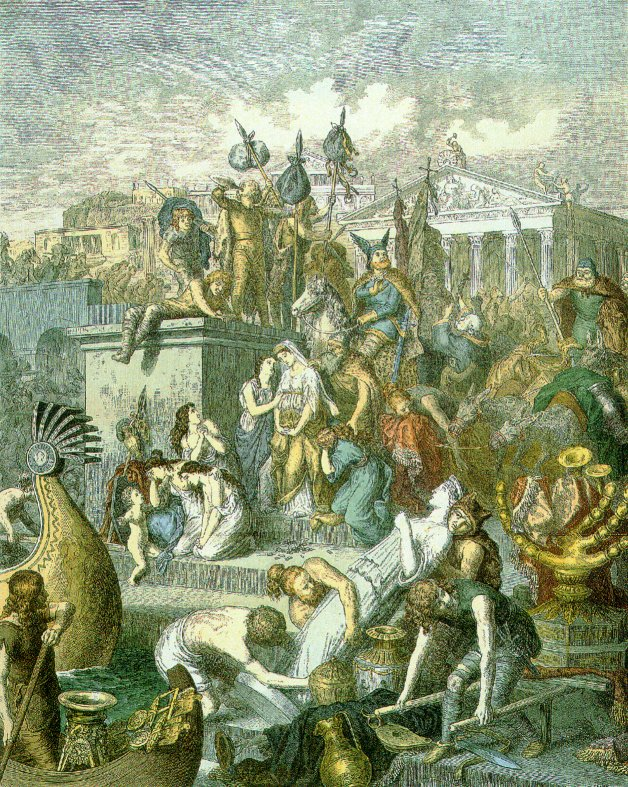
السمعة النمطية للوندال: رؤية مثالية لنهب روما في عام 455 بواسطة هاينريش لوتمان ، حوالي عام 1870

الشعب الوندالي استقر في هسبانيا بين عامي 409 و429، وهي فترة طُمِست تفاصيلها إلى حد كبير بسبب رحيلهم لاحقًا نحو شمال إفريقيا، حيث أسسوا مملكة مهمة سيطرت على غرب البحر الأبيض المتوسط وبلغت ذروتها في نهب روما سنة 455م.. 
كانت مقاطعة غالايسيا، التي احتلها الوندال الأسدينيّون والسويفيون، بمنأى عن الحملات التأديبية التي قادها واليا. وقد أدّت الجغرافيا القريبة بين مواضع استقرار الشعبين، بالإضافة إلى قلة الحركة داخل المقاطعة الرومانية، إلى مواجهة لا مفرّ منها بينهما. ففي عام 419م، وقعت معركة في جبال نيرفاسوس أو إيرباسوس (وقد تم تحديد موقعها تقليديًا بالقرب من نهر سيل، مع وجود نظرية بديلة تقترح موقعها في غرب السلسلة الجبلية الوسطى "سيستِما سنترال" قرب أفيلا)، بين السويفيين بقيادة هيرميريكوس والوندال بقيادة غونديريكوس .  أسباب المعركة غير واضحة، لكن تشير الدلائل إلى أن السويفيين — الذين تمركزوا على سواحل غالايسيا — حاولوا التوسع عبر أراضي الوندال، فقام هؤلاء بالتصدي لهم.
في العام نفسه، حرّض غونذيريكوس على ثاني تمرد لـماكسيموس ،  الذي كان قد لجأ إلى السويفيين بعد هزيمة غيرونتيوس. لكن أستريوس أخمد التمرد واعتقل ماكسيموس ونائبه يوفينوس، ثم أُرسلا إلى رافينا وأُعدما بأمر من الإمبراطور هونوريوس. 
بحلول عام 421، كانت وضعية الوندال (بعد توحد فروعهم إثر انتقال الأسدينيين جنوبًا) في مقاطعة بيتيكا ضعيفة. فردّت روما بإرسال جيش جديد بقيادة كاستينوس، القائد الأعلى للجيش الروماني (Magister Militum). وقد كان جيشه أقوى من سلفه لأنه ضم قوات حليفة من القوط الغربيين جاءوا كمساعدين فدراليين لروما. ووفقًا لما رواه كل من هيداسيوس وأوليمبيودوروس الطيبي، فإن تيودوريكوس الأول، وحتى القائد بونيفاتيوس (Comes Africae)، تخلوا عن الجيش قبيل المعركة، ما أدى إلى انهيار الجيش الإمبراطوري وهزيمته بسهولة على يد الوندال. اضطر كاستينوس للانسحاب إلى تارّاكو، تاركًا جنوب شبه الجزيرة في قبضة الوندال. 
في السنوات التالية، بدأ الوندال توسعًا تدريجيًا، فبحلول عام 426 وصلوا إلى البحر المتوسط، واستولوا على بيتيكا وكارتاجينينسيس، بل واحتلوا جزر البليار. ومن الموانئ المطلة على المتوسط، مارس الوندال قرصنة شرسة على سائر البحر الأبيض المتوسط الغربي، حتى بات تموين روما بالقمح في خطر. ولا يمكن فهم هذا التوسع دون الأخذ بعين الاعتبار الدعم الذي تلقاه الوندال من السكان الهسبانورومان، الذين ساعدوهم حتى على الخروج نحو إفريقيا.
لا شك أن حالة عدم الاستقرار السياسي والفراغ في السلطة في روما، بعد وفاة الإمبراطور هونوريوس (423) والقائد كونستانتيوس الثالث (421)، ساهمت في توسّع السويفيين في غالايسيا وشمال لوسيتانيا، وكذلك في توسّع الوندال على الساحل المتوسطي. في روما، وبعد محاولة التمرد القصيرة من قبل يُوحَنّا، تم تنصيب فالنتينيانوس الثالث إمبراطورًا تحت وصاية والدته غالا بلاسيديا. وتبع ذلك صراع على السلطة الحقيقية في الإمبراطورية، انتهى بانتصار آخر الجنرالات الرومان الكبار، آيتيوس.
في سنة 429، وفقًا لما رواه هيداسيوس، قاد القائد العسكري السويفي هيريميغاريوس حملة نحو الجنوب واصطدم بالوندال، لكنه هُزم أمامهم على ضفاف نهر آناس (الواديانة) أثناء محاولته الفرار من المطاردة الوندالية. وفي هذا العام نفسه توفي الملك غونذيريكوس، وخلفه جينسيريكوس، الذي استدعاه القائد الروماني بونيفاتيوس لمساعدته في صراعه ضد الإمبراطور. وعند وصول الوندال إلى إفريقيا، كانت العلاقات مع روما قد هدأت، لكن جينسيريكوس قرر الاستقرار في المقاطعة الإفريقية، وبذلك اختفى الوندال تمامًا (مع حلفائهم الألان) من شبه الجزيرة الإيبيرية. 

### توسع مملكة السويبيين (429-457)

فتوحات الملك السويبي ريشيلا بين عامي 438 و448

أقصى اتساع لمملكة السويبيين (Regnum Suevorum) حوالي 455

مملكة القوط الغربيين حوالي عام 500

وبعد مغادرة الوندال لشبه الجزيرة، لم يتبقَ من الشعوب الجرمانية في هسبانيا سوى السويبيين المتمركزين في غالايسيا. ومن ثم، أصبح الحكم الروماني، الممثل بالإمبراطور فالنتينيانوس الثالث وأجهزته الإدارية في محافظة الغال، هو السلطة الرسمية في باقي المقاطعات، غير أن هذا الحكم أصبح اسميًا أكثر فأكثر، بينما بدأت النخب الهسبانورومانية في اكتساب قدر أكبر من الاستقلالية في اتخاذ القرار. 
كان السويفيون أول شعب يؤسس مملكة خاصة به في شبه الجزيرة الإيبيرية، مركزها براكارا (براغا حاليًا)، وهي المدينة التي استقر فيها أغلب السكان الجرمانيين، بقيادة ملكهم هيرميريكوس (406–438)، الذي قاد دخول السويفيين إلى هسبانيا ووقّع فويدوس سنة 411، ما ضمن استقرارهم فيها بشكل دائم. 
حوالي عام 430، قام السويفيون بسلسلة من الغارات على الداخل الغالايسي، غير أن السكان الغالايسيين-الرومان تصدّوا لها من حصونهم .  وقد فسخ هيرميريكوس اتفاقية الفويدوس لعام 411 بدافع رغبته في تحسين الأراضي التي حصل عليها، بالإضافة إلى استعادة هيبته الملكية التي كانت محلّ تشكيك من قبل النبلاء السويفيين بقيادة هيريميغاريوس .  في النهاية، تم التوصل إلى سلام هش، لكن في العام التالي عاد هيرميريكوس وشنّ غارة جديدة على المناطق الغالايسية غير الخاضعة لسلطته .  وهكذا، ظلت في داخل غالايسيا مناطق خارجة عن سيطرة السويفيين ولا تخضع أيضًا للحكم الإمبراطوري.  وقد قاد الأسقف إيداسيوس، أسقف مدينة شافيس، بعثة دبلوماسية إلى الجنرال آيتيوس، الذي كان وقتها ينفذ عملية عسكرية في بلاد الغال.  وقد فسّر بعض المؤرخين هذا الحدث بأنه محاولة من الأسقف لتثبيت سلطته وليس لحماية الطبقات الشعبية من اعتداءات السويفيين، نظرًا لأن الأساقفة كانوا يتمتعون بسلطة مدنية بحكم الأمر الواقع في مناطقهم. 
في سنة 432، عاد الأسقف إيداسيوس إلى غالايسيا برفقة سينسوريوس، قائد الجيوش التابع للجنرال آيتيوس، بعد الانتصارات التي حققها في بلاد الغال. وفي سنة 433، وبوساطة كنسية، وقّع الملك هيرميريكوس صلحًا مع الغالايسيين-الرومان.  ثم، في سنة 438، وقد أنهكه المرض وكبر السن، أبرم هيرميريكوس معاهدة نهائية مع plebis Gallaecia (شعب غالايسيا)واعتُبر هذا التعبير المستخدم من قبل إيداسيوس دليلًا على استقلالية النخب المحلية الغالايسية-الرومانية في اتخاذ قرارات مصيرية، مثل إبرام معاهدة سلام مع الغزاة السويفيين. بعد توقيع هذه المعاهدة، تنازل هيرميريكوس عن العرش لصالح ابنه ريكِيلاس. وفي العام نفسه (438)، انتصر ريكِيلاس على القائد أنديفوتوس  على ضفاف نهر سيجيليس (نهر خينيل حاليًا) في اسبانيا، وغنم من المعركة غنائم كثيرة من الذهب والفضة  
وفي العام نفسه (438)، انتصر ريكِيلاس على القائد أنديفوتوس على ضفاف نهر سيجيليس (نهر خينيل حاليًا) في الأندلس، وغنم من المعركة غنائم كثيرة من الذهب والفضة. وقد تجاهل في عهده حدود التقسيم التي وضعتها اتفاقية روما وتوسّع في مناطق متعددة، فغزا بيتيكا، وانتصر على القوات الهسبانورومانية، ثم حاصر مدينة ماردة (ميريدا) عاصمة لوسيتانيا وضمّها إلى مملكته سنة 440، ثم استولى على إشبيلية سنة 441، مما جعله يسيطر فعليًا على بيتيكا وكارتاجينينسيس. كما واجه القرصنة الوندالية، ويُنسب إليه تعاطفٌ مع تعاليم البريسكيليانيين (بدعة مسيحية محلية). في سنة 446، هزم الجنرال فيتوس، قائد الجيش في بلاد الغال، الذي كان قد دخل هسبانيا لإعادتها إلى السيطرة الرومانية. وعند وفاته، لم تكن سوى تارّاكو نينسيس (تاراغونا والمناطق الشرقية) تحت السيطرة الرسمية للرومان، وكانت هي الأخرى ساحة لغارات السويبيين.
ففي سنة 448، خلفه ابنه ريكِياريُوس الذي غيّر اتجاه السياسة السويفية، محاولًا التقارب مع الغالو-رومان والقوط الغربيين. ففي محاولة لكسب ودّ الغالو-رومان، اعتنق المسيحية الكاثوليكية،  غير أن هذه الخطوة بقيت شخصية ولم تُفرض على شعبه. أما لكسب دعم القوط، فقد تزوّج من ابنة الملك تيودوريكوس الأول. 
وبعد أن شعر ريكِياريُوس بالأمان الدبلوماسي، وفي طريقه إلى تولوسا لإتمام الزواج الملكي، قاد حملة ضد الباسكون، ثم في طريق عودته سنة 449، توجه نحو وادي نهر إيبرو العلوي-الأوسط، حيث قام بسلسلة من الغارات في منطقة قيصرة أوغسطس (سرقسطة)، ونهب إيليردا (لياردة/ليريدا)، متحالفًا مع المتمردين المحليين المعروفين باسم الباغاودا بقيادة باسيليوس.   
ساهم غياب المنافسين بعد رحيل الوندال إلى شمال إفريقيا في توسّع السويفيين، إذ باتوا القوة الجرمانية الوحيدة في هسبانيا، وتمكنوا من مدّ نفوذهم في غالايسيا ولوسيتانيا وكارتاجينينسيس وبيتيكا بين عامي 429 و456. غير أن هذه المرحلة انتهت في سنة 456 عندما أرسل الرومان الملك تيودوريكوس الثاني ضد السويفيين، حيث هزمهم بقيادة ريكِياريُوس في معركة نهر أوربيغو، منهياً بذلك مرحلة التوسع السويفي.
أما هيداسيوس فيذكر أنه في سنة 430 كانت غالايسيا تضم مجموعتين رئيسيتين: السكان الغالايسيين-الرومان، والسويفيين الذين استقروا في المناطق الريفية ولم يحتلوا المدن إلا نادرًا، كما في براكارا ولوكوس. ولا يُعرف على وجه الدقة عدد السويفيين الذين استقروا في شمال غرب هسبانيا، لكن المؤرخ تومبسون قدّر عددهم بين 20,000 و25,000، بينما رفع المؤرخ راينهارت العدد إلى 35,000، وذلك ضمن مجموع سكاني لغالايسيا يُقدّر بـحوالي 700,000 نسمة.

#### حملة ثيودوريك الثاني
كان السويفيون شعبًا متحالفًا (فوديراتي) مع الإمبراطورية الرومانية، لكن سياسات الملك ريكهياريوس أدت بهم إلى الهاوية. فقد تزوج هذا الأخير من أميرة قوطية، ابنة الملك تيودوريكو الأول، وانضم إلى حركة الباغودا التي هاجمت تاراثونا، ثم نهب منطقة سرقسطة واستولى على لاردة (Lérida). كما شارك في معركة الحقول الكاتالونية عام 451، والتي قُتل فيها الملك القوطي ثيودوريك الأول. بعد ذلك، توفي القائد الروماني أيتيوس في روما سنة 454، مما مثّل خسارة كبيرة لروما تمثلت في فقدان أفضل جنرالاتها، وأدى إلى سلسلة من الهجمات الوندالية على المدينة، التي احترقت عام 455.
أمام هذا الضعف، قام ثيودوريك الثاني بتنصيب أفيتوس – الذي كان قائدًا عسكريًا في الغال (magister militum Galliae) – إمبراطورًا على روما. وفي ظل تدهور سلطته، شن ريكهياريوس هجمات جديدة على كارتاخينينسيس التي كانت قد عادت للحكم الروماني، وكذلك على تارّاقونينسيس، حيث حصل على غنائم كبيرة، بل وصل به الأمر إلى سك عملة باسمه.دفعت هذه الأوضاع القوط الغربيين والبرغنديين، كحلفاء لروما، إلى التحرك لحماية المصالح الإمبراطورية. فهاجموا السويفيين وهزموهم في معركة نهر أوربيغو سنة 456. وبعد الهزيمة، احتل القوط مدينة براغا، واضطر الملك ريكهياريوس إلى التراجع نحو بورتو، حيث أُسر وأُعدم. كما احتلوا ماردة (Mérida)، وعيّنوا فيها القوطي أجيولفو (Agiulfo) حاكمًا. وعند عودتهم إلى طولوشة (Tolosa)، قام القوط بتدمير مدينتي أستورغا وبلنسية، بينما كان حصن كويانزا (Castrum Coviacense) الوحيد الذي صمد وصد الحصار القوطي بنجاح.
في سنة 457، أرسل تيودوريكو الثاني جزءًا من شعبه إلى منطقة الحقول القوطية (Campos Góticos)، حيث احتلوا بلنسية وأستورغا، بينما ظل السويفيون منقسمين بسبب دعمهم لعدة ملوك مختلفين. وفي عام 475 تم التوصل إلى سلام، وفي عام 476 اعتلى العرش السويفي الملك ريميسموندو (Remismundo).كانت هناك مشاكل أخرى، مثل احتلال الوندال لمدينتي أليكانتي وقرطاجنة.
وفي سياق متصل، يشير المؤرخ هداسيوس إلى أن نحو 400 من الهيروليين هاجموا الساحل الكنتابري وفاردوليا على متن سبع سفن عام 456، وارتكبوا مذابح شرسة. 

#### أزمة مملكة السوبيين
ببعد تدخل القوط الغربيين، دخلت المملكة السويفية في أزمة حادة، ومن اللافت أنها تمكنت من النجاة من هذه المرحلة الصعبة. يرى المؤرخ أورلانديس أن الحدث المفصلي في هذه الفترة كان تمرد أجيولفو – الذي تم تعيينه في ماردة من قبل القوط – إذ أعلن نفسه ملكًا على السويفيين.  لكنه تمرد على ثيودوريك الثاني وسعى لاغتصاب العرش. غير أن الملك السويفي مالدراس تمكن من إخماد التمرد، وقتل أجيولفو في بورتو عام 458.
في سنة 457، تم تنصيب مالدراس ملكًا في براغا بدعم من المناطق الواقعة جنوب غاليسيا (Gallaecia). وفي الوقت ذاته، حصل فرنتان على دعم مناطق شمال غاليسيا (منطقة لوغو)  يحكم الملكان بشكل منفصل في مناطق نفوذهما، محاولين تعزيز سلطتهما.  سعى مالدراس إلى استعادة النفوذ السويفي في لوسيتانيا، فنهبها واحتل مدينة لشبونة. وبعد وفاة فرنتان، شن هجمات على وادي نهر الدويرة (Duero).. 
أثمرت محاولات مايورانو وتيودوريكو الثاني في تحقيق السلام، وتمكن جيش من دخول مدينة إشبيلية بشكل سلمي. ولكن بعد وفاة مايورانو عام 461، عادت الغارات والهجمات من جديد. استأنف السويفيون القتال واستولوا على مدينة كويمبرا عام 467؛ وفي العام نفسه، تم التوصل إلى اتفاق سلام مع شعب أوانوننسي، وهم سكان أصليون يُعتقد أنهم كانوا قريبين من مدينة تويي (Tuy).
أبرم الملك ريميسموندو معاهدة سلام مع تيودوريكو الثاني، وكان هناك تأثير كبير للقوط الغربيين على السويفيين، لدرجة أن البعض يعتقد أن تحوُّل ريميسموندو إلى الآريوسية (العقيدة الدينية التي يتبعها القوط) كان نتيجة لهذا النفوذ.

#### المستوطنات القوطية الغربية الشهيرة في هيسبانيا
أما الملك القوطي أورّيكو (Eurico)، الذي حكم بين 466 و484، فقد اتبع نفس سياسة تيودوريكو الثاني، لكن بشدة أكبر. وعندما استولى السويفيون على لشبونة، رد أورّيكو بهجوم عليهم، وفي سنة 468 استعاد ماردة (Mérida)، ودفع بالسويفيين إلى شمال غرب شبه الجزيرة الإيبيرية.

## المجتمع في عصر الغزوات
يُقدَّر أن عدد القوط الغربيين (visigodos) الذين هاجروا إلى شبه الجزيرة الإيبيرية تراوح بين 80,000 و300,000 فرد، وهو عدد ضئيل نسبيًا لتنفيذ الفتوحات التي قاموا بها.في المقابل، وبعد طرد أعداء الإمبراطورية، وجد القوط الغربيون في شبه الجزيرة حوالي أربعة ملايين من السكان الهسبانو-رومان (الرومان-الإيبيريين). . 

### العلاقات بين الجرمان والرومان الإسبان
كانت هناك فترات من التعايش بين الشعبين. وتشير المصادر إلى عهود من السلم والحرب والتبشير الديني. كما ذُكرت ألفاظ تدل على التعايش مع السويفيين. وانتقل بعض السكان إلى صفوف "البرابرة" لتجنب دفع الضرائب. وتميز السكان الرومان بإنشاء سلطات مستقلة محلية. أما الغالايسيون واللوسيتانيون فكانوا متمذهبين بالرومنة، بينما كان السويفيون يعيشون في المناطق الريفية، باستثناء بورتو التي كانت مركزًا حضريًا لهم. وقد تجلت مشاكل التعايش في مجازر سببها الاختلاف في اللغة والعادات.
كانت هناك أيضًا مشكلة الباغوديا الإيبيرية، وهي حركة شعبية أثارت الكثير من الجدل حول طبيعتها. ففي منتصف القرن الخامس، وقعت أحداث عنيفة نُسبت إلى الباغوديين في منطقة تارّاقونينسيس وفي الجزء الداخلي من وادي إيبرو. ويرى البعض أن هذه الحركة مرتبطة بأتباع بريسكيليان (Priscilian)، إذ اعتُبروا هراطقة، وتشير المصادر إلى أن منطقة غاليسيا تعرّضت عام 456 للنهب والقتل من قبل لصوص.
في عام 443، تشير المصادر إلى أن "أستوريو" و"ميروبوديس" أُرسِلا إلى هسبانيا (شبه الجزيرة الإيبيرية) للتصدي لحركة الباغودا، حيث هزموهم في أراسييل (منطقة نافارا الحالية). وقد كان باسيليو، زعيم الباغودة، قد هاجم مدينة تارازونا، وانضم إليه الملك السويفي ريخياريوس، حيث قاما معًا بتدمير سرقسطة واحتلال لياردة (Lérida). وأمام هذا التهديد، تدخَّل ثيودوريكو الثاني (ملك القوط الغربيين) في شبه الجزيرة، وأرسل الأمير فريديريكو لمحاربة الباغودة، مدعومًا بالقوات الرومانية.
حركة الباغودا اقتصرت، في جوهرها، على التحركات التي نشأت في وادي نهر إيبرو. وقد جادل المؤرخ سانتشيث ألبورنوث بأن هذه الحركة لم تكن اجتماعية، بل كانت نتيجة تمرُّد الباسكونيين (سكان منطقة فاسكونيا) – حيث كان مركز الحركة هناك. كما أن هزيمتهم وقعت في المنطقة نفسها، ويُعزى هجومهم على الكنيسة إلى كون الباسكونيين وثنيين. وقد تبنّى هذه النظرية أيضًا المؤرخ أورلانديس.
وقد شغلت مسألة توزيع الأراضي الباحثين في تاريخ الشعوب الجرمانية. فعندما دخلت الشعوب "البرابرة" داخل حدود الإمبراطورية الرومانية (الـlimes)، استُقْبِلوا وفق اتفاقيات (foedus) تقضي بتوطينهم في أراضي الإمبراطورية. في البداية، كان يُمنح الجرمان ثلث المنازل ويُزوَّدون بالطعام من الخزينة الرومانية (المعروفة بـannonae) مقابل الخدمة في الجيش الروماني.
لكن هذا الوضع تغيّر لاحقًا، حيث دخل الجرمان إلى الأراضي الرومانية مع عائلاتهم، وبدأ توزيع الأراضي فعليًا، بحيث مُنحوا ثلث المنازل والأراضي الزراعية. وقد عُرفت هذه الحصص باسم sortes، وكان يُطلق على القوط الذين حصلوا عليها اسم consortes (أي المتشاركون في الأرض).
في العقارات الكبيرة:
- 1. º/3 Terra dominicata (أراضي اللورد)
- 2. º/3 Terra indominicata أو sortes gothicae (الأراضي الممنوحة للبرابرة)
- 1. °/3 Tertiae Romanum (في العقارات التي لا تنتمي إلى اللوردات).

في ما يخص طريقة التوزيع، ظهرت عدة نظريات:
- فرديناند لوت وغارثيا غالو رأيا أن التوزيع شمل المزارع الكبرى (latifundios) فقط، في حين تُركت الملكيات الصغيرة دون تقسيم.
- أما فون هالبان وشميت وتوريس لوبيز، فقد دافعوا عن أن الممتلكات الصغيرة أيضًا تم توزيعها، وكان يُطلق على كل وحدة زراعية اسم fundus.
- لم تُقسَّم الأراضي الجماعية، وقد عرفنا ذلك من خلال اتفاق foedus الذي وُقِّع مع الملك القوطي واليا عام 418 في بلاد الغال.

في إسبانيا، عندما دخل القوط الغربيون ولم يعد هناك إمبراطور روماني، ظهرت طريقة أخرى للتوزيع. فوفقًا للمؤرخ مينينديث بيدال، طرد القوط الهسبانو-رومان من أراضيهم واستقروا فيها. وكان عدد المستوطنين القوط الغربيين في شبه الجزيرة يقارب 200,000، مما ترك أثرًا واضحًا في الطوبونيميا (أسماء الأماكن ذات الأصل القوطي)، كما عُثر على عديد من اللُقى الأثرية القوطية في المنطقة.

### نظام التسوية
في أواخر القرن السادس، كان قد اكتمل اندماج العناصر القوطية الغربية (الفيزيغوط) داخل المجتمع المحلي في شبه الجزيرة الإيبيرية. كان القوط الغربيون قد قدموا في موجات متعددة في أواخر القرن الخامس، خاصة بعد سقوط مملكة تولوز، وفي عام 531 حينما هُزم أمالاريكو في ناربونا. وبعد عهد أمالاريكو، بدأت هجرات شعبية قوطية غربية، حيث انتقلت أعداد كبيرة من السكان المدنيين، وليس فقط العسكريين، إلى شبه الجزيرة.
ويمكننا أن نلقي نظرة شاملة على االثراء العرقي لشبه الجزيرة:
1. السويفيون (Suevos): ظلوا في منطقة غاليسيا. ويقدّر راينهارت أن عدد السويفيين الذين استقروا هناك بلغ ما بين 30,000 إلى 35,000 نسمة، من بينهم نحو 8,000 محارب. كانت أكبر تجمعاتهم في مدن مثل براغا وأوبورتو، والتي كانت العاصمة وأقوى حصن في المملكة.
2. القوط الغربيون (Visigodos): كانوا أكثر عددًا وتأثيرًا من السويفيين، حيث قُدِّر عددهم بنحو 200,000 شخص، وفقًا للمؤرخ بروكوبيوس القيسراني. ويشمل هذا العدد القوط المستقرين في سيبتيمانيا (منطقة في جنوب فرنسا). وهذا يعني أنهم شكّلوا ما بين 4 إلى 5٪ من مجموع سكان شبه الجزيرة، التي كانت تضم حوالي خمسة ملايين نسمة من الهسبانو-رومان.

وهذا يعني أن القوط الغربيين كانوا يمثلون 4-5% من إجمالي عدد السكان. كان عدد السكان من أصل إسباني روماني حوالي خمسة ملايين نسمة.
يوجد نوعان من المستوطنات عند القوط الغربيين:المستوطنات الشعبية و المستوطنات العسكرية

#### المستوطنات الشعبية
كان لشعب القوط الغربيين بعض السمات المميزة التي ميزتهم عن بقية المستوطنين:
- كانوا يتبعون المذهب الأريوسي (Arianismo).
- كان لهم لباس خاص يميزهم.
- استخدموا زينة مميزة (تم إثبات ذلك من خلال الحفريات الأثرية).
- كانت مقابرهم منفصلة عن باقي السكان، على الأقل حتى القرن السادس.

بحسب دراسات راينهارت وبالول حول المدافن القوطية الغربية، فإن معظمها وُجد في مناطق مثل برغش، شقوبية، غوادالاخارا، مدريد، كاسيريس، وسورية؛ وهي مناطق كانت تُعرف باسم Campos Góticos (السهول القوطية). أما في القرن السابع، فلم تعد هناك تمييزات واضحة بين قبور القوط والهسبانو-رومان، بل على العكس، تشير الأدلة إلى أن الهسبانو-رومان تبنّوا أنماط الدفن القوطية.

#### المستوطنات الأرستقراطية العسكرية
يخبرنا المؤلفون أن طبقة النبلاء كانت تتألف من حوالي 1500 عائلة، أي ما يعادل 7000 أو 10000 فرد حسب رامون دابادال، وكانوا يسمون القوط (القوط). وكانوا موزعين في جميع أنحاء الإقليم لأسباب إدارية وسياسية وعسكرية. وفي بعض المدن كان عدد النبلاء يزداد، كما في حالة طليطلة لأنها كانت عاصمة المملكة، وكان يطلق عليهم اسم القوطيين وكانوا مكرسين للسلاح بالإضافة إلى مهامهم العامة. كانت مريدا مدينة أخرى مهمة، حيث كانت تسيطر على بيتيكا (في هذه المنطقة كانت هناك تمردات مستمرة من قبل السكان الإسبان الرومان). ومن المدن الهامة الأخرى برشلونة (عُثر فيها على مقابر الأساقفة الآريوسيين) وتاراسا، حيث عُثر على العديد من مقابر القوط الغربيين.
كانت هناك مناطق أخرى بها مستوطنات استراتيجية، مثل منطقة الباسكون (للسيطرة على غزوات هذا الشعب) أو جبال البيرينيه (للسيطرة على ممر البيرينيه)، وكذلك في سيبتيمانيا للسيطرة على هجمات الفرنجة. في الجنوب، على الحدود البيزنطية، ظهرت أيضًا سلسلة من الحاميات العسكرية لحماية الأراضي واستخدامها كقاعدة عمليات للهجمات. كما وجدناها في غاليسيا للسيطرة على السويفيين، بالإضافة إلى بيتيكا للسيطرة على السكان الإسبان الرومان حيث كانت لها أهمية كبيرة. في الشمال، نعرف وجود حدود مع حاميات وحدود محصنة مثل في أمايا (بورغوس) أو فيكتورياكوم (ألافا)، وكانت مدينة أوليت في نافارا مدينة مهمة أخرى.
وكانت هناك أيضًا مجموعة من المستوطنين ذات نسب أصغر:
- البريتونيون: كانوا يقطنون بين فيرول ونهر إيو. وصل البريتونيون قبل غزو الأنجلوساكسونيين لبريطانيا وآخرون من منطقة بريتاني. كان لهؤلاء أبرشية خاصة بهم مع خصائصها المميزة؛ كانت هذه هي أبرشية بريتونيا التي نعرف أيضًا أبرشياتها بفضل كتاب Parochiales الذي درسه ديفيد.
- الأفارقة: الذين استقروا في منطقة بيتيكا ووادي غواديانا. ويرجع وصولهم في البداية إلى اضطهاد الفاندال للسكان الكاثوليك، ثم إلى غزو البيزنطيين للمملكة الفاندالية.
- السوريون واليونانيون: جاء بعضهم مع التوغل البيزنطي في شبه الجزيرة (خاصة إلى قرطاجنة ومالقة) وكان جزء كبير منهم من التجار. لدينا الكثير من المعلومات عن هذه المجموعات السكانية بفضل القوانين؛ كانوا يُسمون Transmarini Negotiatores واستقروا في تاراغونا وميريدا وإشبيلية ووادي غواديانا وتروخيو وغيرها.
- اليهود: كان لهم دور مهم في التجارة وكانوا يعيشون في المدن، لذا فهم يتطابقون مع المفاوظين. في بعض المدن، أصبحوا كثيرين لدرجة أن لهم حيهم الخاص، كما هو الحال في غرناطة، حيث كان هذا الحي يسمى غرناطة اليهود؛ كما كانوا مهمين في تورتوسا وإلتشي وميريدا وتوليدو وسرقسطة وغيرها. كما انتشروا في أراضي بيتيكا وتاراكوننسيس. لدينا الكثير من الأخبار عن هذا الشعب اليهودي، فعلى سبيل المثال، من المعروف أن الملك سيسيبوتو حظر على اليهود في عام 612 امتلاك عبيد أو زوجات مسيحيات؛ وترجع أهميتهم إلى أنهم كانوا مقرضين، لذلك كانوا دائمًا على خلاف مع الكنيسة، ولم ينج من هذه القمع سوى يهود سيبتامانيا لأن القوط الغربيين لم يكونوا مهتمين بدعم اليهود للفرنجة.

شهدت هذه الفترة ازدهارًا كبيرًا للكنيسة حتى وصول ليوفيجيلدو. خلال فترة حكم القوط الشرقيين تحت قيادة تيودوريكوس الكبير، عُقدت مجمعات كنسية، كما أن تيودوريك، على الرغم من كونه أريوسيًا، ترك الكنيسة وشأنها وسمح بعقد المجمعات الكنسية. أي أن الكنيسة الأريوسية احترمت الكنيسة الكاثوليكية.
اهتمت الكنيسة في هذه الفترة بأن يكون أولئك الذين يكرسون أنفسهم للكهنوتية على استعداد جيد، ولهذا الغرض تم إنشاء مدارس كاتدرائية ورهبانية، وهذه المدارس هي التي أنتجت كبار الأدباء والأساقفة مثل القديس إيسيدورو والقديس إلديفونسو؛ كما اهتمت الكنيسة بالقواعد التي يجب اتباعها في الأديرة، وظهرت الكنائس الخاصة (كنائس أنشأها أفراد عينوا قساوسة لها ويمكن لأي شخص أن يحضرها؛ وتهدف هذه الكنائس إلى تقديس الأراضي لجعلها أكثر أمانًا)، كما أنشئت كنائس خاصة لا يمكن دخولها إلا لمن يسمح له صاحبها بذلك.
أدت المساهمات الأفريقية في إنشاء العديد من الأديرة، وفي القرن السادس، برزت الأنشطة التبشيرية للكنيسة التي شجعت لاحقًا على اعتناق الكاثوليكية.

## الجوانب الاجتماعية والاقتصادية للغزوات في هيسبانيا

### توزيعات الأراضي

#### موقع مستوطنات القوط الغربيين
في عام 1945، رسم فيلهلم راينهارت  خريطة للمقابر التي كانت تغطي منطقة الهضبة القشتالية حيث كان يوجد تجمع سكاني كثيف للقوط الغربيين.  كانت المستوطنات القوطية الغربية في إسبانيا قليلة العدد ومقتصرة على منطقة صغيرة نسبيًا: خاصة في وادي إيبرو الأوسط، وفي المنطقة الشرقية والوسطى من حوض نهر دويرو، وفي الأراضي الشمالية من الهضبة الجنوبية، في مقاطعتي توليدو وغوادالاخارا الحاليتين. 
تم العثور على المقابر القوطية الكبيرة التي تعود إلى القرن السادس بشكل أساسي في هضبتي قشتالة، وتحديداً في وديان نهري دويرو وتاجو. ومن أبرز المواقع الأثرية في هيريرا دي بيسويرغا (بالينثيا)، وكاستيلتيرا، ودوراتون ومادرونا (سيغوفيا)، وإل كاربيو دي تاجو (توليدو)، وداغانزو دي أربا (مدريد). في هذه المرحلة الزمنية، كان السكان القوط الغربيون يدفنون بشكل منفصل عن المجموعة الإسبانية الرومانية، حيث كانوا يدفنون في مقابر تتميز بترتيب القبور في صفوف، وتتكون من حفرة بسيطة يتم تمييزها بواسطة نتوء صغير من التراب. 
- 409: غزو هسبانيا من قِبل الوندال (الأسدينغيين والسيلينغيين)، والسويفيين، والآلان.
- 411: تقاسم القبائل الغازية المقاطعات الهسبانية فيما بينها.
- 414: وصول القوط الغربيين إلى هسبانيا؛ والاستيلاء على مدينة برشلونة.
- 415: اغتيال الملك القوطي الغربي أتاولف في برشلونة.
- 416: الملك واليا، ملك القوط الغربيين، يُكلف من قِبل الإمبراطورية الرومانية الغربية بطرد البرابرة من هسبانيا.
- 418: القوط الغربيون يهزمون الآلان والسيلينغيين ويقضون عليهم (والناجون منهم ينضمون للأسدينغيين)؛ السويفيون والأسدينغيون يُجبرون على التراجع نحو شمال غرب شبه الجزيرة الإيبيرية.
- 419: اندلاع حرب بين السويفيين والوندال.
- 420: أستريو، كونت هسبانيا الروماني، يجبر الوندال على الانسحاب من جالايسيا؛ ويُذبح عدد كبير منهم أثناء انسحابهم في براغا (براكارا). بعد مغادرتهم جالايسيا، يغزون إقليم بيتيكا (جنوب إسبانيا).
- 422: حرب في بيتيكا بين الوندال بقيادة غونْديريك والرومان بقيادة فلافيو كاستينو.
- 426: نهب إشبيلية (هيسباليس) وقرطاجنة (قرطاجو نوفا) من قبل الوندال؛ كما يُدمرون جزر البليار.
- 429: بعد هزيمة الزعيم السويفي هرمريك، يغادر الوندال بقيادة جنسريك هسبانيا متجهين إلى أفريقيا الرومانية.
- 431: السويفيون يدمرون جالايسيا؛ المطران هيداسيوس في شافيش يطلب عبثًا المساعدة من الجنرال الروماني أيتيوس.
- 433: بعد فشل مهمته، يتوسط هيداسيوس في الصلح بين السويفيين والهسبانو-رومان.
- 438: ريكيلا، ملك السويفيين، يهزم القوات الرومانية بقيادة أنديفوتو.
- 439: السويفيون يستولون على ميريدا (إيميريتا).
- 441:  سقوط إشبيلية في أيدي السويفيين بقيادة ريكيلا، الذين يُخضعون كامل بيتيكا وكارثاجينينسيس.
- 445: الوندال المنطلقون من أفريقيا ينهبون السواحل الهسبانية ويأسرون العديد من العائلات.
- 446: السويفيون يغادرون جالايسيا، يهزمون القوات الرومانية ويدمرون المقاطعات الهسبانية الخاضعة للرومان.
- 448: بعد انطلاقهم من جالايسيا، يعاود السويفيون غزو المقاطعات الهسبانية وتخريبها
  - الكونت الروماني كنسوريو يُعدم على يد الملك السويفي أجيلولف.
- 449: الملك السويفي ريكيار ينهب فاسكونيا، ويدمر المناطق المحيطة بسرقسطة (قيصر أوغسطا)، ويستولي على لاردة (إليردا) ويأسر العديد من السكان.
  - الباغودا يفاجئون فرقة مرتزقة بربرية في كنيسة تارازونا (تورياسو) ويقتلونهم جميعًا.
- 453: السويفيون يعقدون صلحًا مع الهسبانو-رومان ويعيدون إليهم إقليم كارثاجينينسيس.
- 454: القوط الغربيون يتدخلون في تاراكونينسيس ويقضون على الباغودا الذين يعيثون فسادًا في الإقليم.
- 456: السويفيون ينهبون منطقة قرطاجنة ويغزون تاراكونينسيس.
  - قراصنة الهيرول ينهبون سواحل لوغو ومناطق شمال إسبانيا الساحلية.
  - السويفيون يهاجمون تاراكونينسيس مجددًا وينهبونها ويعودون إلى جالايسيا ومعهم أسرى كثر.
  - الإمبراطور الروماني الغربي أفيتوس يكلّف القوط الغربيين والبرغنديين بمهاجمة السويفيين. يتم سحق هؤلاء قرب أستوريكا وتُؤخذ عاصمتهم براغا وتُنهب، ويُقبض على ملكهم ريكيار في بورتو ويُعدم.
  - تنقسم القبائل السويفية إلى فئتين تنشب بينهما صراعات عديدة.
- 457: القوط الغربيون يحتلون ميريدا، وفي طريق عودتهم إلى الغال ينهبون أستوريكا وبالينسيا ويقتلون أو يستعبدون سكانها.
  - اغتيال الملك السويفي أجيلولف قرب بورتو.
- 459: السويفيون يدمرون لوسيتانيا ويحتلون لشبونة ويذبحون عددًا كبيرًا من الرومان ويجمعون الغنائم.
  - يعيثون خرابًا في جالايسيا.
  - اغتيال الملك السويفي مالدراس.
- 460: جيش قوطي بقيادة الدوق سيرِيلا يغزو بيتيكا بأمر من الملك ثيودوريك الثاني.
- 461: ثيودوريك يرسل قوات جديدة إلى بيتيكا بقيادة الدوق سونيرك، ويعود سيرِيلا إلى الغال.
  - السويفيون بقيادة ريمسموند ينهبون أجزاء من جالايسيا.
  - مجزرة النبلاء الرومان تزيد من حدة العداء بين السويفيين والهسبانو-رومان.
- 462: السويفيون يشنون غارة مفاجئة على لوغو في عيد الفصح ويذبحون سكانها.
  - إبرام صلح جديد بين السويفيين والهسبانو-رومان.
  - القوط الغربيون ينهبون منطقة لوغو.
  - السويفيون يدمرون شافيش (أكوي فلَفياي) ويأسرون أسقفها هيداسيوس.
  - القوط الغربيون يستولون على سانتاريم (سكالابيس).
- 464: يقول هيداسيوس: "السويفيون، كما عهدناهم، مخادعون وغادرون في وعودهم، يدمرون كعادتهم أماكن عديدة من جالايسيا البائسة".
  - الملك السويفي ريمسموند يوحّد السويفيين ويعقد صلحًا مع القوط الغربيين.
  - السويفيون يدخلون كويمبرا (كونيمبريغا) بالخداع، وينهبون عائلة نبلاء الكانتابري ويأسرون كثيرين.
- 465: يرتكبون "فظائع رهيبة" في أرض "الأونونيين" (مكان مجهول)، فيرد الملك القوطي ثيودوريك الثاني بإرسال مبعوثين إلى ريمسموند، لكنه يسخر منهم ويصرفهم.
- 466: "حرب وحشية" للسويفيين في أرض الأونونيين، ثم يتفرقون كعادتهم لنهب مناطق أخرى، ويعبر ملكهم بعد أشهر إلى لوسيتانيا.
- 467: السويفيون ينهبون كويمبرا؛ سكانها يُأسرون أو يُشردون.
- 469: القوط الغربيون بقيادة الملك يوريك يقطعون علاقاتهم بروما ويستولون على تاراكونينسيس، كارثاجينينسيس، ولوسيتانيا؛ السويفيون يعاودون احتلال لشبونة.
  - عندما علم القوط الغربيون بأمر سقوط لشبونة، دخلوا لوسيتانيا ونهبوا السويفيين والرومان معًا.
  - عندما علم القوط الغربيون بأمر سقوط لشبونة، دخلوا لوسيتانيا ونهبوا السويفيين والرومان معًا.
- 473: يوريك يرسل القائد غوتيريك للسيطرة على بنبلونة (بومبايلو) وسرقسطة، حيث يُقتل كامل النبلاء الرومان في معركة واحدة.
- 474: القوط الغربيون يستولون على تاراغونا (تارّاقو).
- 475: الإمبراطور الروماني الغربي يوليوس نيبوس يعترف في معاهدة مع الملك القوطي يوريك بسيادته على المناطق التي احتلها في هسبانيا.
- 476:  خلع الإمبراطور رومولوس أوغستولوس، وهو الحدّ الرسمي لنهاية الإمبراطورية الرومانية الغربية؛ يوريك يصبح سيد أغلب أراضي هسبانيا.
- 496: بورْدونيلّوس، هسباني-روماني، يثور ضد الحكم القوطي في تاراكونينسيس.
- 497: القوط الغربيون يقمعون الثورة.
- 506: ثورة جديدة في تاراكونينسيس بقيادة بيدرو (بطرس)، هسباني-روماني، ضد الحكم القوطي؛ تُقمع الثورة ويُقبض على بيدرو ويُعدم في طُرتوشة (درتوسا) بعد أن استولى القوط على المدينة.

## الملاحظات والمراجع
1. ↑  «Ad sedes propias redeuntes, Cantabriarum et Vardaliarum loca maritima crudelissime deproedatio sunt» – Fontes Hispaniae Antiquae, IX, p. 74
2. ↑  "¿Cuánto sabes de la España visigoda?". Diario ABC (بالإسبانية). 4 Nov 2014. Archived from the original on 2024-09-21. Retrieved 2024-04-20.
3. ↑  José María Mínguez Fernández, José Ma Mínguez, La España de los siglos قالب:Siglo al قالب:Siglo: guerra, expansión y transformaciones : en busca de una frágil unidad, Editorial NEREA, 2004.
4. ↑  Silva Santa-Cruz, Noelia. «El arte visigodo.» تم أرشفته نوفمبر 16, 2011 بواسطة آلة واي باك نسخة محفوظة 2018-03-05 على موقع واي باك مشين.

## روابط خارجية
- Hidacio. "Historiarum Adversum Paganos Libri VII" (بlatín). The Latin Library. Archived from the original (html) on 2025-05-31. Retrieved 6 de abril de 2009. {{استشهاد ويب}}: تحقق من التاريخ في: |تاريخ-الوصول= (help)صيانة الاستشهاد: لغة غير مدعومة (link)
- Isidoro de Sevilla. "Historia de regibus Gothorum, Vandalorum et Suevorum" (بlatín). The Corpus Scriptorum Latinorum: Forum Romanum resource. Archived from the original (html) on 2024-05-28. Retrieved 6 de abril de 2009. {{استشهاد ويب}}: تحقق من التاريخ في: |تاريخ-الوصول= (help)صيانة الاستشهاد: لغة غير مدعومة (link)
- Orosio, Paulo. "Idacii Gallaeciae Episcopi Chronicon" (بlatín). The Latin Library. Archived from the original (html) on 2025-05-31. Retrieved 6 de abril de 2009. {{استشهاد ويب}}: تحقق من التاريخ في: |تاريخ-الوصول= (help)صيانة الاستشهاد: لغة غير مدعومة (link)
- SAN MARTÍN DE BRAGA (O SAN MARTÍN DUMIENSE): De correctione rusticorum; gracias a esta obra, realizada por el fundador del monasterio de Dumio, se pueden conocer muchas de las costumbres del noroeste de España en la época visigoda.